# Luis Herberto Bedoya Giraldo
Luis Herberto Bedoya Giraldo (Bogotá, Colòmbia, 18 de setembre de 1959), més conegut com a Luis Bedoya, és un economista i dirigent esportiu colombià que va exercir com a president de la División Mayor del Futbol Profesional Colombiano (DIMAYOR) des del 2002 al 2006, president de la Federació Colombiana de Futbol des del 2006 fins al 2015, vicepresident de la Confederació Sud-americana de Futbol (CONMEBOL) des del 2013 al 2015 i membre del Comitè Executiu de la Federació Internacional de Futbol Associació (FIFA) des del 2014 al 2015.
A finals de 2015, Bedoya va ser acusat de corrupció pel Departament de Justícia dels Estats Units en el denominat Cas Fifagate. Es va presentar davant la fiscalia nord-americana, va admetre la seva culpabilitat i va assumir la restitució de béns i diners a la justícia dels EUA. Va acceptar ser informant i va quedar en llibertat sota fiança d'un milió de dòlars i a l'espera de judici. El maig de 2016, va ser inhabilitat a perpetuïtat per la FIFA.

## Trajectòria
Bedoya va començar la seva carrera d'econòmiques a la Universidad Central de Bogotá i es va llicenciar per la Universidad Católica de Pereira. El 1986 va donar suport al comitè organitzador de la Copa Sud-americana Sub-20, que se celebrava a la Universitat de Pereira, i va conèixer al president de la Dimayor, Jorge Correa Pastrana, que es convertiria en el padrí de la seva carrera en el món del futbol.
El 1987 va ser contractat com a coordinador dels drets de transmissió dels partits per part de les emissores i encarregat de les acreditacions a la premsa. Dos anys després, va ser nomenat secretari, després gerent i finalment el 2002, president de la Dimayor. A càrrec seu van quedar els presidents dels 36 clubs i les 32 lligues de futbol professional colombià i es va guanyar l'autoritat i el respecte per representar-los.
El 2006 va accedir a la presidència de la Federació Colombiana de Futbol, càrrec que va exercir fins al 2015.
El 2013 va ser elegit vicepresident de la Conmebol i el 2014 va ser nomenat membre del comitè executiu de la FIFA.

## Fifagate
El 3 de desembre de 2015, Luis Bedoya va ser un dels setze acusats addicionals per la justícia nord-americana en la segona gran relació d'implicats en el denominat Cas Fifagate. Se l'acusava dels delictes de crim organitzat i conspiració de frau electrònic.
Segons la fiscal general dels EUA, Loretta Lynch, Bedoya seria un dels líders del denominat grupo de los seis, del que també en formaven parts dirigents d'altres federacions sud-americanes com Rafael Esquivel, Manuel Burga, Juan Ángel Napout, Luis Chiriboga i Carlos Alberto Chávez, que exigirien comissions milionàries a les empreses Full Play, Torneos, Traffic Group  i Datisa, per l'adjudicació dels drets de transmissió televisiva de diversos partits de futbol i tornejos futbolístics de Llatinoamèrica.
El 12 de novembre de 2015, Bedoya es va presentar davant la fiscalia nord-americana, va admetre la seva culpabilitat i va acceptar ser col·laborador de la justícia per intentar evitar una futura condemna. Va admetre haver cobrat suborns, va explicar com funcionaven les diverses trames de corrupció i va quedar en llibertat sota fiança d'un milió de dòlars a l'espera de judici. La sentència està programada pel 19 d'abril de 2019.
El 6 de maig de 2016, va ser inhabilitat a perpetuïtat pel comitè d'ètica de la FIFA per considerar-lo culpable d'haver infringit diversos articles del codi ètic.
El 19 d'abril de 2019, a petició dels advocats de la defensa de Luis Bedoya, la jutgessa Pamela K.Chen va posposar, per cinquena vegada, la lectura de la sentència definitiva fins al 25 d'octubre de 2019.
El 7 d'octubre de 2019, l'advocat defensor de Bedoya, Matthew Mayers, va demanar un nou ajornament de la sentència amb l'argument de l'aparició de noves circumstàncies que involucrarien als coacusats del cas. La nova data va quedar fixada per al 17 d'abril de 2020.
El 7 d'abril de 2020, a causa de la crisi sanitària provocada per la Covid-19, la sentència definitiva va ser posposada fins al 19 de juny de 2020 i, posteriorment, fins al primer d'octubre de 2020.